# Erich Novak
Erich Novak (* 9. Januar 1953 in Nürnberg) ist ein deutscher Mathematiker und Hochschullehrer.

## Ausbildung und Beruf
Novak studierte bis 1979 Mathematik an der Friedrich-Alexander-Universität Erlangen-Nürnberg. Dort promovierte er 1983 mit einer Arbeit zum Thema Zur unteren Fehlergrenze von Quadraturverfahren bei Dietrich Kölzow. 1987 habilitierte er sich ebenda. Von 1983 bis 1992 arbeitete er als Assistant Professor an der mathematischen Fakultät der Universität Erlangen. Seit 2000 ist Novak Professor für Mathematik an der Friedrich-Schiller-Universität Jena.

## Forschungsinteressen
Novak forscht auf dem Gebiet der Theoretischen Numerik. Er beschäftigt sich mit der Komplexität stetiger Probleme. Er untersucht hochdimensionale numerische Probleme, S-Zahlenfunktionen und adaptive Methoden für Optimierung und Operatorgleichungen. Als Lösungsverfahren werden Monte-Carlo-Algorithmen untersucht und entwickelt. Novak veröffentlichte unter anderem mit Aicke Hinrichs, Thomas Müller-Gronbach, Joscha Prochno und Henryk Woźniakowski.
Novak wirkte als Antragsteller und als beteiligter Wissenschaftler an mehreren von der Deutschen Forschungsgemeinschaft (DFG) geförderten Projekten mit, darunter
- 2002–2005: Approximation und algorithmische Verfahren
- 2008–2016: Fast computation of expectations and integrals by Markov chain Monte Carlo methods; error bounds and burn-in
- 2009–2018: Quanten- und Gravitationsfelder[5]

Novak hat mehr als 200 Publikationen und einen h-Index von 35.

## Anerkennung
Novak erhielt zahlreiche Preise, Awards und Stipendien, darunter
- 1991: Emmy-Noether-Preis, Heisenberg-Stelle
- 1999: Prize for Achievement in Information-Based Complexity
- 2001: Best Paper Award für seine Arbeit Quantum Complexity of Integration[7][1]

## Gastaufenthalte
Novak lehrte und arbeitete als Gastdozent und Gastforscher an mehreren internationalen Instituten, darunter
- 1985, 1988, 1989 und 1992 an der Columbia University in New York City
- 1990 an der Universität Peking
- 1993 an der University of California, Berkeley am International Computer Science Institute[1]

## Mitgliedschaften, Ämter
Novak ist Mitglied der American Mathematical Society, der Deutschen Mathematiker-Vereinigung und der Society Indiana Applied Mathematics.
Novak ist Chefredakteur des Journals of Complexity. Er ist Nachfolger des verstorbenen Gründers dieses Journals Joseph F. Traub (1932–2015).

## Familie
Novak ist der Sohn von Heinrich und Esther Novak, geborene Braun.

## Veröffentlichungen (Auswahl)
- Mit Klaus Ritter, Ian Hugh Sloan, Henryk Woźniakowski: Joseph F. Traub, the Founding Editor of the Journal of Complexity, dies at 83, 2015, Journal of Complexity, Band 31
- Mit Henryk Woźniakowski: Tractability of multivariate problems. 3, Standard information for operators, European Mathematical Society, Zürich, 2012, ISBN 978-3-03719-116-3
- Mit Thomas Müller-Gronbach, Klaus Ritter: Monte-Carlo-Algorithmen, 2012, Springer, Berlin, ISBN 978-3-540-89140-6
- Mit Henryk Woźniakowski: Standard information for functionals, European Mathematical Society, Zürich, 2010, ISBN 978-3-03719-084-5
- Essays on the complexity of continuous problems, European Mathematical Society, Zürich, 2009, ISBN 978-3-03719-069-2
- Mit Henryk Woźniakowski: Linear information, European Mathematical Society, Zürich, 2008, ISBN 978-3-03719-526-0
- Mit Henryk Woźniakowski: Tractability of multivariate problems, European Mathematical Society, Zürich, 2008, ISBN 978-3-03719-026-5
- Deterministic and stochastic error bounds in numerical analysis, 2006, Springer (web.maths.unsw.edu.au PDF)
- Mit Stephan Dahlke, Winfried Sickel: Optimal approximation of elliptic problems by linear and nonlinear mappings II, 2006, Journal of Complexity, Band 22 online
- Mit Aicke Hinrichs, David Krieg, Joscha Prochno und Mario Ullrich: Random sections of ellipsoids and the power of random information, Trans. Am. Math. Soc. 374(12), 8691–8713 (2021)
- Mit Stefan Heinrich, Harald Pfeiffer: How many random bits do we need for Monte Carlo integration?, 2004, Springer Berlin Heidelberg
- Mit Stefan Heinrich: On a problem in quantum summation In: Journal of Complexity. Band 19, 2003 (sciencedirect.com).
- Mit Stefan Heinrich: Optimal summation and integration by deterministic, randomized, and quantum algorithms, 2002, Springer Berlin Heidelberg (arxiv.org PDF).
- Mit Stefan Heinrich, Grzegorz W. Wasilkowski, Henryk Wozniakowski: The inverse of the star-discrepancy depends linearly on the dimension, 2000, ACTA ARITHMETICA-WARSZAWA, Band 96 (uni-kl.de PDF)
- Mit Klaus Ritter: High dimensional integration of smooth functions over cubes, 1996, Numerische Mathematik, Band 75 (researchgate.net PDF)
- Deterministic and stochastic error bounds in numerical analysis, 1988, Springer, Berlin, ISBN 978-3-540-50368-2

## Online-Vortrag
- Erich Novak, Sampling recovery and related problems, Linear information versus function evaluations for L_2 -approximation auf YouTube, 5. Mai 2021, abgerufen am 2. September 2023.